# Таунсенд (Делавер)
Таунсенд (енгл. Townsend) град је у Округу Њу Касл у америчкој савезној држави Делавер. По попису становништва из 2010. у њему је живело 2.049 становника

## Демографија
| Група             | 2000.       | 2010.         |
| Белци             | 291 (84,1%) | 1.233 (60,2%) |
| Афроамериканци    | 40 (11,6%)  | 651 (31,8%)   |
| Азијати           | 3 (0,9%)    | 26 (1,3%)     |
| Хиспаноамериканци | 9 (2,6%)    | 87 (4,2%)     |
| Укупно            | 346         | 2.049         |